# Operacija Oluja
Operacija Oluja (4. kolovoza − 7. kolovoza 1995.) velika je vojno-redarstvena operacija u kojoj su Hrvatska vojska i policija oslobodile okupirana područja Republike Hrvatske pod nadzorom pobunjenih Srba na kojima je bila uspostavljena paradržava Republika Srpska Krajina i bez kakva međunarodnoga priznanja. Operacijom je vraćen u hrvatski ustavno-pravni poredak cijeli okupirani teritorij, osim istočne Slavonije; međutim, ta i nekoliko sljedećih pobjeda Hrvatske vojske stvorit će uvjete u kojima je od siječnja 1996. godine započeo proces mirne reintegracije Hrvatskog Podunavlja.
Oluja je, uz Operaciju Bljesak, ključna akcija koja je dovela do kraja Domovinskoga rata. U operaciji je oslobođeno 10 400 četvornih kilometara ili 18,4 % ukupne površine Hrvatske.
U objektivnoj pripremi za Operaciju Oluja snage HV-a – uz suglasnost vlasti BiH – izvele su, u mjesecima koji su prethodili Oluji, više uzastopnih operacija na područjima te susjedne države. One su dovodile područje Knina u poluokruženje: akcije Zima '94., Skok-1,  Skok-2 i  Ljeto '95.
Sa svoje su strane srpske snage tijekom 1994. godine bile pokrenule aktivnosti radi ovladavanja prostorom Bihaćke krajine – ovećega, ali izolirana područja pod nadzorom Armije BiH – koji je u velikoj mjeri sprječavao izravni kontakt između područja pod kontrolom Srba u Hrvatskoj i BiH. Izuzev što bi ostvarivanjem takva cilja nastala humanitarna katastrofa koja bi zacijelo nadmašivala genocid u Srebrenici izvršen krajem srpnja 1995., njime bi se zaokružio i učinio vojno održivim prostor planirane Ujedinjene Republike Srpske sa središtem u Banjoj Luci; istodobno bi područja Republike Hrvatske koja spajaju sjeverne i južne dijelove zemlje – primjerice, kod Karlovca bio je pod nadzorom hrvatskih snaga pojas širine svega 10 kilometara – bila izložena topničkoj vatri sa srpskih položaja.
Operacija Oluja za svega je jedan dan preduhitrila opsežnu operaciju vojski hrvatskih i bosanskih Srba pripremanu pod imenom Operacija Vaganj. Planirana srpska akcija trebala je angažirati glavne srpske snage – uključujući i one iz istočnog dijela BiH popunjene dragovoljcima iz Srbije – koje su u cijelosti bile spremne izvesti opsežni napad protiv postrojbi HV-a i HVO-a u pravcu Kupresa i Livna (iz pravca Banje Luke) te u pravcu doline Neretve i Metkovića (iz pravca istočne Hercegovine i Podrinja), kao i protiv postrojbi Armije BiH na području tzv. Republike Zapadne Bosne. Operacija Oluja posve je omela te planove, a postrojbe bosanskih Srba pripremljene za Operaciju Vaganj – koje su se naposljetku pokazale znatno inferiornima Hrvatskoj vojsci – nisu uspjele zaustaviti ni napredovanje hrvatsko-bosanskohercegovačkih snaga na području BiH u kasnijoj Operaciji Maestral. Topništvo bosanskih Srba raketiralo je iz odmazde više hrvatskih gradova – od Županje do Dubrovnika.
Vojne snage Srpske Vojske Krajine do kraja su Operacije Oluja također odstupile na obližnje područje BiH pod srpskim nadzorom, a 5000 vojnika iz sastava opkoljena 21. kordunskoga korpusa SVK pod zapovjedništvom pukovnika Čede Bulata položilo je oružje pred HV-om.
Neposredno nakon Oluje nastavljaju snage HV-a u suradnji s HVO-m i Armijom BiH napadne akcije protiv snaga bosanskih Srba u BiH (Operacija Maestral i potom Operacija Južni potez) i dolaze nadomak Banje Luke te u situaciji, kada prijeti potpuni poraz srpskih projekata zapadno od Drine, sklapa se trajnije primirje uz međunarodno posredovanje. Potom, u studenome 1995. godine, rat dobiva epilog u Daytonskome sporazumu koji uspostavlja trajniji mir.
Odmah po početku Operacije Oluja vodstvo RSK-a, prema Odluci Predsjednika RSK Milana Martića br. 2-3113-1/95 od 4. kolovoza 1995. godine, provelo je „plansku evakuaciju sveg za borbu nesposobnog stanovništva” u skladu s ranije izrađenim i uvježbavanim planovima. Povratak evakuiranih civila i pripadnika vojnih snaga bio je vrlo postupan, a mnogi se nisu ni vratili u Hrvatsku. Vodstvo Republike Srbije do danas ponavlja naraciju o protjeranom stanovništvu RSK posve zanemarujući okolnost da su vlasti te paradržave same organizirale, uvježbale i provele evakuaciju; također se zanemaruje okolnost da su se etnički Srbi kasnijih godina mogli vratiti na to područje, a to je mnogo tisuća njih i učinilo.
Pukovnik Andrew Leslie, zapovjednik UNCRO-a u Kninu za vrijeme Oluje, procjenjuje da je „Operacija Oluja operacija kao iz vojnog priručnika koja bi dobila ocjenu A+ prema NATO standardima”. Prilikom posjeta ministra obrane Damira Krstičevića Pentagonu u srpnju 2017. godine američki ministar obrane i bivši general američkih marinaca Mattis izjavio je povodom obilježavanja obljetnice Operacije Oluja: „Oluja je operacija koja se ovdje u Americi proučava i pokazuje što dobro predvođena, što dobro opremljena i dobro istrenirana snaga, politički dobro predvođena, može napraviti i preokrenuti tijek povijesti. Iznimno poštujemo vas, našeg saveznika, jednu malu zemlju, koja se bori znatno iznad svoje kategorije'”'.

## Sukobljene strane
Sukobljene su strane bile Hrvatska vojska (HV) i Srpska vojska Krajine (SVK). Hrvatskoj je vojsci pomagalo HVO te 5. korpus Armije BiH. Vojska Jugoslavije nije nikako reagirala na hrvatski napad, možda i zbog iznimne brzine kojom se operacija odvijala, te je već drugog dana akcije pao Knin, glavni grad srpske paradržave, a čitava RSK razbijena je u svega tri dana. Vojska Republike Srpske iz susjedne BiH ozbiljnije je djelovala samo 7. kolovoza, kad je zrakoplovstvom napala hrvatske postrojbe na Savi i gradove Kutinu, Viroviticu, Požegu i Županju. Posljednji preostali korpus SVK, 11. slavonsko-baranjski korpus, ostao je u Baranji i nije se borio.

#### Hrvatska vojska
Hrvatska vojska je u trenutku napada bila ustrojena u tri grane: Kopnenu vojsku, Hrvatsku ratnu mornaricu i Hrvatsko ratno zrakoplovstvo i protuzračnu obranu. Najbrojnija je bila Kopnena vojska, koja se sastojala od šest zbornih područja i vrlo jakog postroja izravno podređenog Glavnom stožeru Hrvatske vojske. Dalje se dijelila na gardijske (profesionalne), pričuvne i ročne brigade i domobranske pukovnije. Zborno područje se načelno sastojalo od 1-2 gardijske postrojbe, nekoliko pričuvnih brigada i domobranskih pukovnija i postrojba za potporu. Policijske su specijalne snage bile velike kao jača pješačka brigada bez potpore karakteristične za vojsku.
Snaga u vrijeme Oluje:
- 25 potpuno opremljenih brigada
- Stalna vojska: 50 000 ljudi
- Mobilizirano: više od 100 000 ljudi
- Ukupno vojnika u Oluji: 150 000 – 200 000
- Pričuva za slučaj napada iz istočne Slavonije ili Srbije: 70 000 vojnika
- 400 tenkova
- Topništvo: oko 350 topova, neodređen broj minobacača

U Operaciji Oluja HV je koristila snagu:
- 5 gardijskih brigada,
- 1. hrvatski gardijski zdrug,
- 81. gardijska bojna,
- 23 domobranske pukovnije,
- 18 brigada (16 pričuvnih i 2 ročne),
- 3 brigade protuzračne obrane,
- 4 središnjice elektronskog djelovanja,
- dijelovi 16. topničko raketne brigade, dijelovi 15.POtrbr Križevci, samostalni topnički i protuoklopni divizijuni, 33. inženjerijske brigade, 40. pukovnija veze,
- Hrvatsko ratno zrakoplovstvo i protuzračna obrana
- dijelovi Hrvatske ratne mornarice
- 3100 specijalaca ministarstva unutarnjih poslova

Ostale snage HV osiguravale su Zapovjedno područje Osijek i Južno bojište od mogućih protunapada.
HV je bio organiziran uz dosta improvizacija i sa zapovjednim kadrom koji je samo malim dijelom imao sustavno vojno obrazovanje. Naoružanje je uglavnom osvojeno od bivše JNA, uz dosta lakog naoružanja i opreme istočnoeuropskog podrijetla kupljene iz vojnih viškova nakon raspada Varšavskog ugovora početkom 1990.-ih godina. S obzirom na to da je izvoz oružja na ratom zahvaćeno područje bivše Jugoslavije bio zabranjen, nabave oružja i vojne opreme su osiguravane u tajnim operacijama. Zahvaljujući takvim akvizicijama uspjelo se formirati dovoljno respektabilno Hrvatsko ratno zrakoplovstvo. Hrvatska ratna mornarica, opremljena uglavnom plovilima oduzetima neprijatelju (na početku rata 1991. zaplijenile su hrvatske snage u Šibeniku približno četvrtinu jugoslavenskih plovila, te je u žestokim borbama taj plijen obranjen) i oslonjena na dovoljno snažne hrvatske brodograđevne i druge industrijske kapacitete, bila je dovoljno snažna da odvrati Jugoslavensku ratnu mornaricu od ugrožavanja hrvatskih voda. Domaća industrija je za potrebe HV također proizvodila znatne količine oružja i vojne opreme. U proteklom razdoblju je u praksi bilo dokazano da su postrojbe HV sposobne organizirati i izvesti opsežne operacije, a gardijske i postrojbe specijalne policije–kojima su bile namijenjene najsloženije zadaće–bile su samopouzdane i već dosta iskusne.

### Srpska vojska Krajine
Vojna sila pobunjenih hrvatskih Srba–Srpska vojska Krajine (SVK)–bila je organizirana u šest korpusa kopnene vojske i Ratno zrakoplovstvo s protuzračnom obranom. Korpusi su bili slični zbornim područjima Hrvatske vojske, sastojali su se od nekoliko brigada i sredstava potpore, uglavnom divizijuna topništva. Mirnodopska Srpska vojska Krajine imala je oko 14 000 ljudi. Pored vojske, bojni dio je imalo i Ministarstvo unutarnjih poslova Krajine koje je imalo jednu specijalnu brigadu milicije.
Snaga u vrijeme Oluje:
- 40 000 vojnika u zapadnom (napadnutom) dijelu; još je oko 20 000 bilo u 11. slavonsko-baranjskom korpusu (sa 124 tenka, 18 oklopnih transportera i 195 topničkih oružja),[25] koji nije bojno djelovao. Oko trećine tih snaga činile su lokalne straže, često sastavljene od vojnih obveznika starijih godišta.
- 200 tenkova
- Topništvo: 250 topova i neodređen broj minobacača

Među ljudstvom SVK vladala je općeraširena apatija i nevjerica u budućnost paradržave koju su branili. Osobito je Operacija Bljesak u svibnju 1995. godine potaknula rešpekt prema snagama HV i nepouzdanje u vlastite snage. Na području Sjeverne Dalmacije je bila raširena spoznaja da su akcijama HV i HVO na obližnjem području BiH tijekom 1994. i 1995. godine dovedeni u poluokruženje i da se iz svojih zapuštenih gradića pritisnutih nestašicama (čak i električne energije) objektivno ne mogu braniti pred mnogobrojnijim i dobro organiziranim hrvatskim snagama koje nastupaju osloncem na veća hrvatska urbana središta poput Zadra, Šibenika i Splita.
Kao strateška rezerva SVK služila je Vojska Republike Srpske – snage srpskih pobunjenika u BiH, koje su (s teritorijalnim postrojbama) imale oko 180 000 vojnika. Te su snage – koje su u sklopu pripreme opsežne i vrlo ambiciozne Operacije Vaganj imale u borbenom rasporedu na terenu raspoređene znatne postrojbe–doista prihvatile postrojbe SVK u njihovom povlačenju iz Hrvatske i pružile otpor napredovanju snaga HV, ABiH i HVO na teritorij BiH, koje je uslijedilo nakon potpunog uspjeha Operacije Oluja.

### Omjeri
Omjeri Srpske vojske Krajine i Hrvatske vojske:
- Ljudstvo    :  1 / 3,7
- Tenkovi     :   5 / 7
- Topništvo :   5 / 4

Očita je nadmoć Hrvatske vojske u ljudstvu, te manja prednost u broju tenkova. Zbog podjednakog broja tenkova stvarni odnos snaga tenkovskih postrojbi moguće je odrediti jedino utvrđivanjem broja suvremenih tenkova (T-72, M-84). SVK je bila nadmoćnija jedino po broju topničkih oruđa, ali ne bitno. Tome treba dodati i jaku želju Hrvatske vojske za pobjedom, te veliko iskustvo, uvježbanost, motiviranost i opremljenost profesionalnih vojnih postrojbi (8 gardijskih brigada). Po broju vojnika i vojnih oruđa na bojnom polju kao i u pogledu morala, SVK objektivno nije imala nikakvih izgleda u sukobu s Hrvatskom vojskom. Međutim je osloncem na znatno snažnije snage bosanskih Srba i možda snage iz Srbije mogla pružiti značajan otpor i nadati se–uz dosta uvjerenosti–da bi napad hrvatskih snaga u konačnici mogao biti odbijen.
Savo Štrbac, ministar informiranja u tadašnjoj Vladi RSK, kazuje da su očito obavještajne informacije zakazale, jer on kao član vlade nije znao da se priprema opći napad na RSK–obavještajna procjena je bila da se može očekivati neki ograničeni napad, na jednom dijelu RSK. U vodstvu RSK je postojala svijest da su njihove snage slabije od hrvatskih, ali su se nadali pomoći vojnih snaga SR Jugoslavije. S vremenske distance od 25 godine, ukazuje on da je srpsko vodstvo počinilo tešku grešku odlučivši odbiti međunarodni Plan Z4 i time se posve lišiti međunarodne zaštite.

### Gubitci i ratni plijen
Ukupni hrvatski vojni gubici bili su 174 poginulih, 1.100 ranjenih (teže 572 i lakše 528) vojnika, 3 zarobljena, 15 nestalih, ukupno 1.314.
Nepovratni gubici Srpske vojske Krajine bili su znatno veći od hrvatskih. Po hrvatskim podacima, do 21. kolovoza 1995. asanirano je i uredno pokopano 560 poginulih pripadnika SVK.
Ratni plijen koji je zaplijenila Hrvatska: 4.112 komada pješačkog oružja, 159 ručnih bacača, 120 raznih minobacača, 98 topničkih oruđa (kalibra 76–152 mm), 6 višecjevnih lansera raketa 128 mm, 59 protuzrakoplovnih topova, 54 oklopna vozila, 22 inženjerijska stroja, 497 vojnih motornih vozila, 6 zrakoplova lovačko bombarderske avijacije i dr.

## Prije Oluje
Nakon teških borbi 1991. godine, Domovinski je rat početkom 1992. ušao u fazu pozicijskog ratovanja u kojoj se s jedne strane našla tzv. Republika Srpska Krajina, srpska tvorevina u okupiranim područjima Hrvatske, a s druge strane legitimna hrvatska vlast, dok su ih razdvajale mirovne snage UN-a (UNPROFOR i kasnije UNCRO). Velika je većina Hrvata na okupiranom području protjerana ili ubijena.
U toj fazi, koja je trajala do jeseni 1994., Hrvatska je vojska djelovala uglavnom u pograničnim područjima Bosne i Hercegovine. Na području Hrvatske su područja oko Dubrovnika oslobođena u Operaciji Spaljena zemlja, Operaciji Konavle i Operaciji Vlaštica izvedenima 1992. godine, a 1993. je Hrvatska vojska izvršila dvije operacije ograničenih razmjera protiv pobunjenih Srba: u siječnju 1993. na širem području Zadra (Operacija Maslenica), a u rujnu 1993. u okolici Gospića (Operacija Medački džep).
Od ožujka 1994. godine je međunarodna zajednica posredovala u pregovorima radi mirnog okončanja rata, te su velike sile sačinile tzv. Plan Z-4, prema kojemu bi Hrvatska postala de facto federacijom, i to takvom u kojemu bi središnja vlast imala kontrolu jedino nad vanjskim poslovima, poslovima obrane i međunarodne trgovine.
Neposredno prije Oluje, pod okriljem međunarodne zajednice provedeni su u Ženevi pregovori između Hrvatske i RSK, u kojima su predstavnici RSK rezolutno odbili prijedlog da se–u novim okolnostima koje je naznačila Operacija Bljesak–pristupi mirnoj reintegraciji njihove paradržave u RH, u sklopu Plana Z-4. Ni vodstvo RSK, ni međunarodna zajednica nisu vjerovali da je Hrvatska doista sposobna na bojnom polju izvojevati pobjedu i završiti epizodu s paradržavom na svojem teritoriju.

### Akcije u pripremi za Oluju
Oluji je prethodila akcija Zima '94., poduzeta na području BiH u vremenu od 29. studenoga do 24. prosinca 1994. kako bi se zaustavila srpska ofenziva na Bihać te za stvaranje povoljna strategijskog prostora za oslobađanje okupiranih dijelova Hrvatske i BiH. Srbi su poraženi na Dinari i oslobođen je teritorij od 200 četvornih kilometara. Veći dio Livanjskog polja našao se pod nadzorom HV-a i HVO-a.
Uslijedila je jednodnevna akcija Skok-1 7. travnja 1995., kada su Srbi ponovno poraženi na Dinari. Oslobođeno je dodatnih 75 četvornih kilometara. Hrvatske su se snage proširile bočno, prema zapadnoj strani, pa je time sigurnost postrojbi na Dinari postala stabilnija, a posebice sigurnost Livanjskog polja.
Najveća akcija Hrvatske vojske prije Oluje, operacija Bljesak, uspješno je izvedena u svibnju 1995. godine. Oslobodila je okupirani džep u zapadnoj Slavoniji i pokazala da se stanje na terenu promijenilo. Tom je akcijom u znatnoj mjeri skraćeno bojište i osigurana dominacija HV na području sjeverno od Save.
Od 4. do 11. lipnja 1995. na Dinari je izvedena nova akcija, Skok-2. Njome je oslobođen dodatni prostor od 450 četvornih kilometara te je pod nadzor stavljeno cijelo Livanjsko polje. Otud se mogla nadzirati i Cetinska dolina te Vrličko polje, kao i dio Glamočkog polja te put Glamoč-Bosansko Grahovo.
Akcijom Ljeto '95., opet na području BiH od 25. do 30. srpnja 1995. oslobođeni su Bosansko Grahovo i Glamoč te šira područja, ukupno oko 1600 četvornih kilometara. Srbi su u sjevernoj Dalmaciji dovedeni u poluokruženje, sa samo dva moguća izlaska prema BiH. Stvoreni su preduvjeti za oslobađanje Knina, sjeverne Dalmacije i Like.
Početkom kolovoza 1995., nakon problema što su Srbi imali u BiH oko Bosanskog Grahova, gdje su u srazu s Hrvatima pretrpjeli ozbiljne gubitke, dobar dio njihovih postrojbi nije bio spreman na odlučnu akciju Hrvatske vojske u Hrvatskoj–što nije neočekivano jer se Hrvatskoj stalno iz Washingtona prijetilo sankcijama ako se krene sama oslobađati, a baš niti jedna velika sila nije nikada izjavila da bi poduprla takav poduhvat Hrvatske. Presudno je bilo akciju završiti u manje od tjedan dana: Bljesak je vojno trajao manje od 48 sati, i reakcije iz svijeta su bile pozitivne.
S velikim hrvatskim napadom Srbi su računali od početka srpnja, a krajem mjeseca je očekivanje bilo na najvišoj razini. Ratno stanje na cjelokupnom području Krajine proglašeno je već 28. srpnja. Postrojbe za elektroničko izviđanje Hrvatske vojske–koje su intenzivno pratile radio-promet u Krajini–na kraju srpnja su zaključile da svi civilni razgovori na području Like odaju strah i paniku među civilima u RSK, da su ljudi fizički i psihički iscrpljeni stalnom psihozom i očekivanjem napada, te su na rubu snaga. Pripreme za evakuaciju unutar RSK počele su više dana prije samog napada.

## Zborna područja i popis postrojbi i njihovih zapovjednika u Oluji

### Zborno područje Bjelovar
Glavni smjer djelovanja snaga:
Jasenovac → Dubica
- zapovjednik general bojnik Luka Džanko
- načelnik stožera brigadir Krešo Tuškan
- borbena skupina 24. domobranska pukovnija – bojnik Ivica Ivaci
- 52. domobranska pukovnija (Daruvar) – satnik Ferid Fazlić
- 121. domobranska pukovnija (Nova Gradiška) – brigadir Željko Žgela
- 125. domobranska pukovnija (Novska) – brigadir Željko Perinović
- 69. satnija Vojne policije (Bjelovar) – bojnik Zdravko Heged
- 505. satnija ABKO (Bjelovar) – Franjo Kukert
- 265. izvidničko – diverzantska satnija (Bjelovar) – natporučnik Jadranko Petran
- 255. satnija veze (Bjelovar) – natporučnik Tomislav Kravaica
- 34. inženjerijska bojna (Čakovec) – bojnik Dragutin Remenar
- divizijun 202. trbr
- 312. LOB (Varaždin) – pukovnik Andrija Bunić

### Zborno područje Karlovac
Glavni smjerovi djelovanja snaga:
Ogulin → Plaški → Slunj
Karlovac → Vojnić
- zapovjednik general bojnik Miljenko Crnjac
- načelnik stožera brigadir Ivan Polović
- 1. gardijska brigada Tigrovi (od 6. kolovoza) – general bojnik Jozo Miličević
- 99. brigada HV (Zagreb – Pešćenica) – bojnik Vlado Blažinović
- 104. brigada (Varaždin) – pukovnik Mladen Mikolčević
- 14. domobranska pukovnija (Slunj) – pukovnik Vladimir Katić
- 110. domobranska pukovnija (Karlovac) – pukovnik Josip Tomačić
- 137. domobranska pukovnija (Duga Resa) –pukovnik Josip Goršić
- 143. domobranska pukovnija (Ogulin) – brigadni general Mate Pađen[29][30]
- 13. Protuoklopni topničko – raketni divizijun–(Koprivnica) – bojnik Damir Vuković
- 70. satnija Vojne policije (Karlovac) – bojnik Vladimir Sertić
- dijelovi 16. trb – divizijun–pukovnik Branko Besenić

### Zapovjedno područje Zagreb
Glavni smjerovi djelovanja snaga:
Sisak → Petrinja → Glina
Sunja → Kostajnica
- zapovjednik general bojnik Ivan Basarac
- zapovjednik od 5 kolovoza snagama na Banovini general pukovnik Petar Stipetić
- načelnik stožera brigadir Damir Goršeta
- 2. gardijska brigada Gromovi – brigadni general Zvonko Peternel
- 57. brigada Marijan Celjak (Sisak) – brigadir Stjepan Grgac (poginuo prvog dana operacije) zamijenio ga je brigadir Matija Pavlović
- 101. brigada HV (Zagreb – Susedgrad) – stožerni brigadir Joso Petrašević
- 102. brigada HV (Zagreb – Novi Zagreb) – pukovnik Ivan Bionda
- 103. brigada HV (Krapina) – pukovnik Žarko Miholić
- 145. brigada HV (Zagreb – Dubrava) – pukovnik Bruno Čavić
- 148. brigada HV (Zagreb – Trnje) – pukovnik Veljko Vičević
- 149. brigada HV (Zagreb – Trešnjevka) – pukovnik Ivan Majer
- 15. POtrbr (Križevci) – divizijun-bojnik Antun Radmanić
- 151. brigada HV (Samobor) – brigadir Josip Mahović
- 153. brigada HV (Velika Gorica) – pukovnik Dražen Bartolec
- 1. domobranska pukovnija HV (Zagreb) – bojnik Fabijan Dumančić
- 12. domobranska pukovnija HV (Petrinja) – bojnik Vlado Kunert
- 17. domobranska pukovnija HV (Sunja – Dvor na Uni) – pukovnik Želko Krapljan
- 20. domobranska pukovnija HV (Glina) – bojnik Stjepan Kostanjević
- 140. domobranska pukovnija HV (Jastrebarsko) – bojnik Vilim Šeperić
- 67. bojna Vojne policije (Zagreb) – pukovnik Nikica Oštrina
- 202. trbr PZO (Zagreb) – pukovnik Ivica Kancir
- 252. satnija veze (ZP Zagreb) – natporučnik Željko Blažić
- 502. mehanizirana satnija ABKO, bojna 33. inženjerijske brigade, 31. inženjerijska bojna, 36. inženjerijska pontonska bojna i 1. riječni zdrug Sisak.

### Zapovjedno područje Gospić
Glavni smjerovi djelovanja snaga:
Lička Jasenica → Saborsko → Plitvička Jezera → Ličko Petrovo Selo,
Gospić → Korenica
Gospić → Udbina
- zapovjednik stožerni brigadir Mirko Norac
- zamjenik zapovjednika brigadir Drago Lovrić
- načelnik stožera brigadir Agim Çeku
- 1. gardijska brigada Tigrovi – stožerni brigadir Jozo Miličević
- 9. gardijska brigada Vukovi – brigadir Zvonko Brajković
- 111. pješačka brigada (Rijeka) – brigadir Svetko Šare
- 119. brigada HV (Pula) – pukovnik Mirko Vuković
- 128. brigada HV – brigadir Miodrag Hečimović
- 150. brigada HV (Zagreb – Černomerec) – pukovnik Ognjen Debeljak
- 8. domobranska pukovnija HV – brigadir Ivan Nekić
- 118. domobranska pukovnija HV (Gospić) – brigadir Ivan Čanić (poginuo) zamijenio ga bojnik Nikola Zdunić
- 138. domobranska pukovnija HV – brigadir Miljenko Balen
- 154. domobranska pukovnija HV – pukovnik Ivica Devčić
- 71. bojna Vojne policije (Rijeka) – bojnik Luka Matanić
- (253.samostalna satnija veze pod zapovjedništvom stožernog brigadira Norca

#### Specijalne postrojbe MUP-a RH na Velebitu
Glavni smjerovi djelovanja:
Sveti Rok → Gračac (Otrić),
Sveti Rok → Počitelj → Medak i
Sveti Rok → Lovinac
- zapovjednik general pukovnik Mladen Markač

### Zapovjedno područje Split
Glavni smjerovi djelovanja snaga:
- Crena Zemlja → Knin
- Sinj → Knin
- Šibenik → Drniš → Knin
- Zadar → Benkovac
- Obrovac → Žegar → Ervenik

Zapovjedni stožer:
- zapovjednik general bojnik Ante Gotovina
- načelnik stožera brigadir Rahim Ademi

Ljudski i tvarivni potencijal:
- 4. gardijska brigada Pauci – stožerni brigadir Damir Krstičević
- 7. gardijska brigada Pume – stožerni brigadir Ivan Korade
- 2. bojna 9. gardijske brigade – bojnik Ivica Arbanas
- 1. hrvatski gardijski zdrug od 6. kolovoza – general bojnik Miljenko Filipović
- 112. brigada HV (Zadar) – bojnik Ivan Ivković
- 113. pješačka brigada HV (Šibenik) – pukovnik Danijel Kotlar
- 144. brigada HV (Sesvete – Zagreb) – bojnik Vlado Čondić
- 6. domobranska pukovnija HV (Split) – pukovnik Mirko Klarić
- 7. domobranska pukovnija HV (Zadar) – pukovnik Danijel Telesmanić
- 15. domobranska pukovnija HV (Šibenik) – pukovnik Tihomir Bandalo i bojnik Selimir Vukušić
- 126. domobranska pukovnija HV (Sinj) – pukovnik Ante Podrug
- 134. domobranska pukovnija HV (Benkovac) – pukovnik Josip Čerina
- 142. domobranska pukovnija HV (Drniš) – bojnik Željko Nakić
- 204. topničko-raketna brigada protuzračne obrane (Split) – brigadir Milan Perković
- 14. topnički divizijun (Rogoznica) – pukovnik Slavko Vlahov
- 20. topnički divizijun (Split) – bojnik Bruno Milin
- 11. protuoklopni topničko-raketni divizijun (Zadar) – bojnik Dragan Brkljača
- Središte gardijsko za specijalističku obuku dočasnika „Damir Tomljanović–Gavran“ iz Šepurina – pukovnik Werner Ilić
- Borbena skupina dragovoljaca iz Zrakoplovnog vojnog učilišta u Zemuniku – bojnik Darko Banić
- Središte za izobrazbu izvidnika Kozarica – bojnik Branimir Anić
- Odred brodova Hrvatske ratne mornarice (za prevoženje morem u Velebitskom kanalu na ruti Ražanac-Starigrad) – poručnik bojnog broda Dževad Kajan
- 40. inženjerijska bojna (Split) – bojnik Ante Malenica
- 72. bojna Vojne policije (Split) – pukovnik Mihael Budimir
- 264. izvidničko – diverzantska satnija (Split) – satnik Antonio Roca Cipal
- 254. satnija veze (Split) – pukovnik Ivan Landeka
- Satnija taktičkih snajpera (ZP Split) – satnik Draženko Pervan
- Izvidničko-diverzantska satnija Glavnog stožera Hrvatske vojske – satnik Ivica Dekalić
- 467. bitnica protuzračne obrane (Split) – natporučnik Josip Petani
- ostale podstožerne postrojbe i postrojbe logistike

Napomena: U ZP Split su se nalazile i postrojbe na teritoriju Bosne i Hercegovine na liniji od Grahova do Kupreških vrata:
- 81. gardijska bojna Hrvatske vojske – stožerni brigadir Renato Romić
- 1. gardijska brigada Hrvatskog vijeća obrane – stožerni brigadir Antun Luburić
- 2. gardijska brigada Hrvatskog vijeća obrane – stožerni brigadir Stanko Sopta
- 3. gardijska brigada Hrvatskog vijeća obrane – brigadir Ilija Nakić
- Specijalne postrojbe Ministarstva unutarnjih poslova Bosne i Hercegovine – brigadir Mijo Jelić

## Odvijanje Oluje
Mirovne snage UN-a koje su bile razmještene uz bojišnicu (UNCRO) unaprijed su obaviještene da će operacija početi. Oluja je počela 4. kolovoza u 5 sati ujutro, kada je najveći dio Hrvatske vojske zajedno s policijskim specijalcima krenuo u napad na bojišnici od Jasenovca na istoku do Bosanskog Grahova na jugu, koja je bila duga 630 kilometara. Za obranu su se brinuli Zborno područje Osijek i Južno bojište. Prije samog napada, Hrvatsko ratno zrakoplovstvo je napalo neprijateljske centre veze i zapovjedna mjesta (Jelavac, Petrova gora, Banski Grabovac i Bunić). Istovremeno se topovima i raketama jako tuklo po prednjoj crti i dubini srpskih snaga.
Hrvatski predsjednik Tuđman javno je pozvao vojnike Srpske vojske krajine (SVK) da se predaju i zajamčio im da će dobiti amnestiju prema hrvatskim zakonima. Svi koji nisu djelatno sudjelovali u pobuni pozvani su da ostanu kod kuće i dočekaju hrvatsku vlast.
Prema kazivanju tadašnjeg šefa vojne obavještajne službe (SIS, Sigurnosno-informativna služba Ministarstva obrane) admirala Davora Domazeta-Loše, u prvih pola sata su uspješno pokrenute sve akcije koje su trebale donijeti pobjedu hrvatskoj strani: avionima MIG-21 je raketirano srpsko radio-relejno čvorište na vrhu Ćelavac na južnom Velebitu, te je napadnuto zapovjedništvo 39. korpusa u Banovskom Grabovcu kod Petrinje, odakle se zapovijedalo raketnim sustavom Orkan koji je mogao dosegnuti Zagreb (taj sustav doista za Oluje i nije djelovao, nakon što je ranije za trajanja Operacije Bljesak raketirao civilne ciljeve u centru Zagreba); te zapovjedno mjesto u Buniću u Lici, odakle se kontroliralo aerodrom Udbina gdje su srpske snage imale deset zrakoplova pripremljenih za borbeno djelovanje, koji su mogli ugroziti krupne industrijske kapacitete na hrvatskoj strani, poput rafinerije nafte u Urinju kod Rijeke, zbog koje su mogle nastati velika kemijska zagađenja koja bi ugrozila hrvatske gradove (ti su zrakoplovi preletjeli u Mahovljane kraj Banja Luke). Istodobno su pokrenuti napadi na 25 kopnenih pravaca, koje srpske snage očito nisu mogle sve zaustaviti. Važna preokupacija hrvatskog plana je bila da se ne sprječava evakuaciju civila koju je planirala i pokrenula srpska strana, jer bi stradanje većeg broja civila ugrozila međunarodni položaj Hrvatske. S obzirom na to da je na relativno plitkom bojnom polju bilo čak 180 tisuća što hrvatskih, što srpskih vojnika, opasnost za civile je očito bila velika, te se moralo povesti organizirana briga da oni ne postradaju. Dodatno je hrvatska strana nastojala okončati akciju za najviše 4 dana, jer je obavještajna procjena–utemeljena na prisluškivanju komunikacija između Slobodana Miloševića i britanskih predstavnika–bila, da ako akcija potraje samo 6 dana, slijedi međunarodna intervencija koja će nastojati spasiti Srbe od potpunog poraza. Izglede za brzo okončanje akcije je povećavala činjenica da su hrvatske snage uspjele pripremiti napad s planinskih vrhova koji su na strani BiH nadvisivali Knin, a za korekciju topničke vatre i drugo izviđanje su raspolagale bespilotnim letjelicama (dronovima), tada vrlo avangardnom vojnom tehnologijom.

### Sektor Banovina
Snage ZP Bjelovar su 4. kolovoza prešle Savu na području Jasenovac-Drenov Bok i probile srpske snage dva kilometra prema Hrvatskoj Dubici, koja je i oslobođena ujutro 5. kolovoza, a onda su krenule do Hrvatske Kostajnice i oslobodile je navečer 6. kolovoza, čime je Zborno područje Bjelovar osiguralo granicu i ostvarilo svoj cilj. 
Treba istaknuti da je prvi dan Oluje za Hrvatsku vojsku najkrvaviji dan čitavog Domovinskog rata: toga dana u žestokim borbama za probijanje prvih srpskih linija život je izgubio 121 hrvatski vojnik.
Snage ZP Zagreb su 6. kolovoza ujutro–suočene sa snažnim srpskim otporom–oslobodile Petrinju i okolicu, a u Banovinu je ušao i dio snaga ZP Karlovac, koje su već riješile pravac Ogulin-Slunj, a ovdje su štitile zaleđe i lijevi bok 1. gardijske brigade, koja se spojila sa snagama 5. korpusa Armije BiH i krenula iz Rakovice prema Vojniću.
Na zahtjev UNCRO-a, ujutro 7. kolovoza Hrvatska je vojska prekinula paljbu na potezu Vojnić-Vrginmost-Glina-Kostajnica-Dvor na Uni jer su srpske snage 21. kordunskog korpusa najavile da će predati oružje i otići. Međutim, Srbi nisu dolazili, pa se pokazalo da time žele dobiti na vremenu. Stipetić je zapovjedio da se napad nastavi, pa je tijekom dana oslobođeno područje između Gline, Petrinje i Dvora na Uni. Hrvatske se snage tada nisu spojile s 5. korpusom Armije BiH jer su odlučile propustiti kolonu srpskih izbjeglica na cesti od Gline do Dvora na Uni. U Dvoru na Uni srpske su snage do večeri 8. kolovoza uspjele izvući 39. banijski korpus i glavninu Korpusa specijalnih jedinica u Republiku Srpsku.
Sjeverno od Dvora nije bilo otpora, a 21. kordunski korpus predao se 8. kolovoza. Tako je u sektoru Banovine Hrvatska vojska osigurala cijelu granicu do kraja 10. kolovoza 1995. Na Petrovoj gori su policijski specijalci i snage ZP Zagreb i Karlovac do 14. kolovoza savladali preostale snage SVK.

### Sektor Kordun
Na ogulinskom dijelu bojišta, snage ZP Karlovac su 4. kolovoza okružile Plaški i zauzele cestu Slunj-Primišlje-Perjasica. Na karlovačkom dijelu prvi napad nije uspio, ali plan je tada promijenjen, pa je vojska poslana u međuriječje Mrežnice i Korane prema selu Krnjku i dalje prema Vojniću. Plaški, Primišlje te međuriječje Korane i Mrežnice oslobođeni su 5. kolovoza, dok su snage 5. korpusa Armije BiH i Hrvatskog vijeća obrane iz bihaćkog džepa presjekle cestu Slunj-Korenica i tako spriječile 21. kordunski korpus da krene prema Lici.
Nakon što je zauzela Plitvice, 1. gardijska brigada se poslijepodne 6. kolovoza kod sela Tržička Raštela spojila sa snagama 5. korpusa Armije BiH. Nakon toga je krenula na sjever i ušla u Slunj zajedno sa snagama ZP Karlovac s ogulinskog dijela bojišta. Dan kasnije oslobođeni su Kamensko, Tušilović, Krnjak, Veljun i Vojnić. Vojska Fikreta Abdića pobjegla je zajedno s izbjeglicama iz Cazina prema Vojniću, gdje su je blokirale snage ZP Karlovac.
Nakon četverodnevne obrane, 21. korpus SVK je na Kordunu bio opkoljen i prisiljen na predaju. Predaja je izvršena 8. kolovoza u 19.00 sati, kad je u Viduševcu srpski zapovjednik hrvatskom generalu Stipetiću podnio prijavak pred strojem, čestitao na pobjedi i predao korpus. Potom su snage ZP Karlovac potpuno su oslobodile šire područje Vojnića i Vrginmosta, te osigurale granicu i Petrovu goru.

### Sektor Lika
Snage ZP Gospić odbacile su snage 15. korpusa SVK, osvojile važne kote i presjekle ceste, da bi prvog dana osvojile Dabar i veći dio važnog prijevoja Ljubova na putu Gospić-Korenica.
Zatim su 5. kolovoza hrvatske snage oslobodile Ljubovo i okolicu, Ličku Jasenicu, Saborsko, novi Lički Osik i Ostrovicu, prekinule cestu Plitvička Jezera-Slunj i opkolile Vrhovine. Policijski su specijalci zauzeli čvor Gračac.
Hrvatske su se snage spojile s 5. korpusom Armije BiH 6. kolovoza kod Grabovca i Prijeboja. Oslobođeni su Malovan, Bruvno, Korenica, Vrhovine, Plitvička Jezera, Cetingrad, Krbava i Udbina, Barlete, Vrebac, Mogorić, Ploča i Pločanski Klanac. 1. gardijska brigada je izašla iz ZP Gospić i krenula prema Slunju. Kod Udbine su hrvatske snage naišle na jaki otpor, a na drugim mjestima su hrvatske snage napredovale brže, uz obzir da ne pregaze civilno stanovništo koje se evakuiralo u pravcu Bosne i Hercegovine.
Hrvatske su snage 7. kolovoza i dalje napredovale prema granici. Oko 18 sati postrojbe ZP Gospić i policijski specijalci oslobodili su Donji Lapac i došli do granice, te oslobodili Mazin, Dobroselo i Gornji Lapac. Tako je ZP Gospić oslobodilo cijeli zadani prostor i ostvarilo cilj. Specijalna policija zauzela je Kulen Vakuf i okolicu.

### Sektor Dalmacija
Operacija ZP Split nije se zvala Oluja nego Kozjak-95, a imala je četiri operativne skupine: Zadar, Šibenik, Sinj i Sjever. Napad je išao u tri glavna pravca: Bosansko Grahovo-Knin (4. i 7. gardijska brigada), Jasenice-Miškovci i Uniški Doci-Uništa-Kijevo. Bilo je i osam pomoćnih pravaca, gdje je djelovala glavnina vojske. Dan prije početka operacije, 3. kolovoza, napravljena je diverzija: snage Hrvatskog vijeća obrane napale su Srbe na pravcu Glamoč-Vitorog.
Kad je 4. kolovoza operacija krenula, snage ZP Split probile su crtu obrane Kninskog korpusa SVK i probile se do 4 km od polaznih položaja. Snage specijalne policije na Velebitu sa snagama 2. bojne 9. gardijske brigade zauzele su dominantne kote Tulove grede i Mali Alan gdje su već prvog dana akcije srpske snage pretrpjele teške gubitke u ljudstvu. Na kraju prvog dana operacije stvoreni su povoljni uvjeti za oslobađanje Knina i odsijecanje 7. sjevernodalmatinskog korpusa SVK.
S izuzetkom Benkovačke brigade, snage 7. i 15. korpusa SVK, razbijene već prvim udarima, povlačile su se u neredu prema Banji Luci. Jedna domobranska pukovnija izvršila je u tom sektoru obuhvat s Dinare prema Kijevu. Postrojbe specijalne policije iskoristile su još 1993. godine zauzete položaje na Velebitu i brzo su nadirale prema Gračacu, zauzele ga i zaustavile se da propuste neprijatelja koji se iz Kninske krajine, šibenskog zaleđa i iz Ravnih kotara preko Otrića povlačio prema Srbu i Lapcu i dalje u Bosnu.
Sa svojih položaja kod Grahova u BiH, hrvatske su snage 4. kolovoza snažno tukle Knin i ispalile oko 2000 projektila u nekoliko sati. Ujutro 5. kolovoza, oko 9.30 sati, postignut je najveći uspjeh operacije: 7. gardijska brigada je sa snagama 4. gardijske brigade ušla u napušteni Knin, što je simbolički značilo kraj Krajine.
Prema Vrlici i Drnišu probijale su se jedna pješačka brigada i jedna domobranska pukovnija, koja je kod Drniša naišla na kratkotrajan otpor. Ubrzo su oslobođeni Vrlika, Drniš i Benkovac. Razbijene srpske snage povukle su se prema Lici i Bosni. Do kraja dana ZP Split je praktično provelo u djelo glavninu svojih zadaća. 
Sljedeća dva dana zborno područje Split je više-manje bilo neaktivno–Otrić preko kojega su se evakuirale srpske snage i civilno stanovništvo nalazio se tek dvadesetak kilometara od Gračaca kojega su hrvatske snage uspjele zauzeti već prvoga dana Oluje te su zacijelo mogle hrvatske snage zauzeti i Otrić, pred kojega su borci Specijalne policije MUP-a RH uz okršaje također stigla već prvog dana, ili barem topničkom vatrom zapriječiti srpsku evakuaciju; ali je očita prosudba bila da bi se takvim postupkom natjeralo srpske snage na jači otpor, uz veće ljudske gubitke na obje strane, te uz ugrožavanje života civila. Takav zastoj s izvođenjem hrvatskih napadnih aktivnosti od skoro dva dana su pobunjeni Srbi iskoristili da preko Otrića izvuku glavninu bojne tehnike 7. Dalmatinskog i 15. Ličkog korpusa, te da organizirano evakuiraju praktično cjelokupno stanovništvo s područja koje su srpske snage do tada kontrolirale na sjeveru Dalmacije i obližnjem području LIke (to su praktično sve bili Srbi: Hrvati su s tog područja bili protjerani već početkom rata). Crta selo Otrić-Strmica dostignuta je nakon dovršetka srpske evakuacije 7. kolovoza, uz stanovita borbena djelovanja, a dan kasnije na pravcima Otrić-Srb i Knin-Srb snage Hrvatske vojske izbile su na državnu granicu.

### Zrakoplovstvo
Hrvatsko ratno zrakoplovstvo djelovalo je na glavnim pravcima napada, davalo potporu, izviđalo i prevozilo radi manevara i spašavanja ranjenika. Osim toga, štitilo je prostor Zagreb-Karlovac-Sisak-Kutina. U okviru priprema, letačke posade su se posebno pripremale za letenje na malim visinama i u brišućem letu.
Zrakoplovstvo je imalo 17 borbenih zrakoplova, 5 borbenih helikoptera, 9 transportnih helikoptera, 3 transportna zrakoplova, jedan zrakoplov za elektroničko izviđanje i jedan helikopter za elektroničko-termovizijsko izviđanje.
Tijekom operacije uspješno su gađani planirani objekti (centri veze i zapovjedna mjesta srpskih postrojba), što je isprva pogrešno pripisivano NATO-ovom zrakoplovstvu. U nastavku operacije Zrakoplovstvo je izvršilo 67 borbenih letova i uništilo 26 raznih objekata. Bilo je i 50 letova za protuzračnu obranu, 7 izvidničkih letova, te 11 helikopterskih letova za prijevoz oko 480 osoba i oko 85 tona tereta.
Najslabiji dio uporabe zrakoplovstva bila je zastarjela oprema sustava zračnog motrenja i navođenja, jer nije bilo moguće osigurati motrenje zračnog prostora ispod visine 500 m, niti navođenje zrakoplova ispod visine 1000 m. Tijekom operacije oštećeno je 11 zrakoplova MiG-21, ali bez gubitaka.

### Organizirana evakuacija: Odluka br. 2-3113-1/95 od 4. kolovoza 1995.
Premda su preko radija i televizije opetovano prenošeni pozivi Predsjednika RH Franje Tuđmana građanima srpske nacionalnosti da ostanu u Hrvatskoj, koja im jamči sva građanska prava, najveći je broj Srba iz RSK na zahtjev svoga vojnog i političkog vodstva napustio Hrvatsku. Stanovnici mjesta najbližih bojišnici dijelom su evakuirani autobusima, ali je većina koristila vlastite automobile i traktore.
U obavještajnom izvješću procjenjuju tajne službe RSK raspoloženje među stanovništvom: Dana 3.8.1995. godine u kontaktima sa građanima stekao se utisak da postoji element panike, ali još uvek kontrolisane. Građani najviše optužuju vlast odnosno politički vrh RSK, te smatraju da je njihovom nebrigom i javašlukom došlo do teških posledica. Postoji nada da nismo ostavljeni i cene kao zadnja mogućnost da će pomoć dobiti od SRJ. Građani cene da nismo u mogućnosti da se sami odbrane te ako nisu u mogućnosti dobiti značajniju pomoć SRJ da je bolje da se narod preseli na druga područja nego da dođe u okruženje i izgine.
Zapovijed o evakuaciji Srba iz RSK br. 2-3113-1/96 potpisao je predsjednik RSK Milan Martić 4. kolovoza 1995. god. u 16,45 sati, da bi 17,20 sati istog dana bila ovjeren njen primitak u vojnom zapovjedništvu. Zapovjed je komunicirana vodstvu Civilne zaštite, predstavnicima snaga UNCRO prisutnima u Kninu, te je pročitana na radiju. U prvoj fazi bila je predviđena evakuacija svog neborbenog stanovništva s područja Sjeverne Dalmacije i Gračaca (Lika), prema Srbu, Lapcu i drugim mjestima na sjeveru. Telefonske veze nisu funkcionirale, te je bilo dosta straha i konfuzije, pa su na nekim mjestima nastajale gužve i dezorganizacija.
Evakuacija je provedena u skladu s unaprijed pripremljenim planovima, koji su postojali za svaku općinu u RSK.
Broj izbjeglih (evakuiranih) Srba različito se procjenjuje. Na području zahvaćenom Olujom živjelo je prije rata 168 tisuća Srba, te hrvatski izvori govore o brojci od 90.000 ljudi (zacijelo ti podatci ne obuhvaćaju vojni personal SVK, koji je imao oko 40.000 ljudi), UN o 150.000, a srpski izvori učestalo govore o 200.000-250.000 izbjeglih Srba (dakle, bitno više od broja Srba koji je tamo živio prije rata, tijekom kojega je bilo dosta poginulih i pomrlih, te je bilo dezerterstva i drugog iseljavanja).

O toj organiziranoj evakuaciji posvjedočio je jedan od čelnika pobunjenih hrvatskih Srba Milan Babić 9. kolovoza 1995. u izjavi za Tanjug, a koji je prenijela Naša borba: 
Savo Štrbac, predsjednik Dokumentacijsko-informacijskog centra „Veritas”, priznao je u intervjuu da je srpsko stanovništvo „samoinicijativno” napustilo prostor Krajine tijekom operacije Oluja iz straha, a ne zbog etničkog čišćenja. Luka Mišetić, odvjetnik generala Ante Gotovine, istaknuo je ovu izjavu kao ključno svjedočanstvo koje potvrđuje da Hrvati nisu protjerali Srbe. Mišetić je zaključio da je general Gotovina bez opravdanja proveo sedam godina u pritvoru na temelju lažnih optužbi o protjerivanju srpskog stanovništva.
Tijekom Oluje hrvatske snage nisu srušile niti jedan vjerski (pravoslavni) objekt. No, u razdoblju nakon završetka akcije zabilježena su kriminalna djela ubojstva iz osvete ili koristoljublja nad većim brojem preostalih Srba, kao i znatno paljenje napuštenih kuća i drugih objekata. Prema hrvatskim izvorima nakon Oluje nestalo je nekoliko stotina građana srpske narodnosti, dok srpski često iznose broj o 2.500 nestalih Srba: dr. Andrija Hebrang, koji je u vrijeme Oluje bio ministar zdravstva i socijalne skrbi u Vladi RH, ocjenjuje tako visok broj kao očitu manipulaciju. Na hrvatskim je sudovima optuženo 1.949 počinitelja raznih kaznenih djela prema Srbima i njihovoj imovini, dok su osuđene 1.492 osobe, od toga za ubojstvo 27 osoba (13 osoba na izdržavanje zatvorske kazne od 1 do 15 godina).

### Srpska odmazda po hrvatskim civilnim ciljevima
Napomena: (popis nepotpun)
- 4. kolovoza

Pobunjeni hrvatski Srbi napali su civilne ciljeve u Sisku, Šibeniku, Otočcu, Gospiću, Ogulinu.
- 5. kolovoza

Srbi iz Bosne raketirali su Županju. Srbi iz istočne Hercegovine granatirali su dubrovačko područje. Pobunjeni hrvatski Srbi iz okupiranog hrvatskog Podunavlja raketirali su Osijek, Vinkovce i Nuštar. Pobunjeni hrvatski Srbi s Korduna gađali su Karlovac.
- 6. kolovoza

Iz višecijevnih bacača raketa gađano je središte grada Karlovca; u napadu je nanesena velika šteta na civilnim ciljevima, ali nije bilo ljudskih žrtava.
- 7. kolovoza

Nakon što su Srbi iz BiH zrakoplovima raketirali Sisak, Županju, Požegu, Daruvar, Novsku, Orahovicu, Slatinu, te sela Mačkovac i Savski Bok, uz znatnu materijalnu štetu i pogibiju dvije i ranjavanje 11 osoba, hrvatska protuzračna obrana srušila im je nad Slavonijom dva zrakoplova tipa Orao. Iz zrakoplova su bila gađana i kemijska postrojenja u Slavonskom brodu.

### Obavještajne i protuobavještajne akcije
SZUP i druge hrvatske obavještajne službe su kvalitetno obavile pripremu Oluje. Nakon Oluje akcijom Zenit hrvatske sigurnosne službe na temelju dokumentacije razbile su srpsku obavještajnu mrežu obavještajaca tzv. Republike Srpske Krajine na slobodnome hrvatskome teritoriju, koji su prikupljali obavještajne podatke za vojsku Jugoslavije. Neprijateljske obavještajne točke u inozemstvu bile su Kopar, Trst i Innsbruck. Nakon Oluje počele su privoditi aktere te mreže, koja je djelovala barem dvije godine.

## Ishod
Operacija Oluja je najpoznatija i najveća operacija Hrvatske vojske i jedan od simbola Domovinskog rata. Iako njome nije oslobođena cijela zemlja, Oluja se računa kao kraj rata u Hrvatskoj, dok je u Bosni i Hercegovini odigrala ključnu ulogu deblokiranjem dugo opkoljenog bihaćkog džepa. Njome se promijenio strateški odnos snaga na cjelokupnom zaraćenom području i u kojoj se Hrvatska vojska pokazala kao vojnički nadmoćna sila. Vjerojatno najvažniji rezultat je zoran poraz koncepta Velike Srbije na tlu Hrvatske i stvaranje uvjeta za svršetak rata u Bosni i Hercegovini.
Nakon operacije Oluja Hrvatski crveni križ, Međunarodni crveni križ i Crveni polumjesec proveli su akciju pomoći i zbrinjavanja za oko 10.000 starijih ljudi koji su u okolici Knina ostali u svojim kućama, od kojih su oko 7.000 bili Srbi i oko 3.000 Hrvati. I tom je prilikom naglašeno da je Republika Hrvatska poštivala međunarodne konvencije.
Kao spomen na pobjedu u Domovinskom ratu i dan kada je Hrvatska vojska oslobodila okupirani grad Knin u vojno-redarstvenoj operaciji Oluja u Hrvatskoj se svake godine 5. kolovoza slavi Dan pobjede i domovinske zahvalnosti i Dan hrvatskih branitelja.
General Mile Mrkšić zapovjednik Srpske Vojske Krajine u vrijeme Oluje, je kasnije dao ocjenu da su postojale realne mogućnosti da njegove snage pružaju otpor kraće vrijeme, najviše do 10 dana, a da su on i njegovi suradnici nastojali da otpor traje barem 6 ili po mogućnosti 8 dana–što bi omogućilo da Srbija osigura pomoć međunarodnih faktora ili čak sama intervenira. Ocjenjuje da bi otpor doista trajao 6-8 dana da nije izvedena evakuacija stanovništva, ali bi tada ljudske žrtve bile daleko veće; s vremenskim odmakom, ocjenjuje da međunarodna zajednica u tom času nije željela pomoći, a SR Jugoslavija nije bila spremna za izravni rat s Hrvatskom. SR Jugoslavija je doista već nekoliko godina zbog agresije na Hrvatsku i BiH bila pod međunarodnim gospodarskim sankcijama i iscrpljena financiranjem ratovanja u ovim susjednim zemljama, zbog čega je u skladištima Vojske Jugoslavije čak ponestajalo strjeljiva, koje se nije uspijevalo nabavljati u količinama koje su potrošene u Hrvatskoj i BiH.

## Kalendarski prikaz oslobađanja hrvatskih mjesta
(popis dopunjavati)
Izvori za prikaz:
- 4. kolovoza

Sveti Rok...
- 5. kolovoza

Knin, Vrlika, Kijevo, Drniš, Žitnić, Benkovac, Gračac, Lovinac, Ljubovo, Saborsko, Plaški, Hrvatska Dubica...
- 6. kolovoza

Petrinja, Slunj, Kostajnica, Plitvička jezera, Korenica, Obrovac, Glina...
- 7. kolovoza

Turanj, Tušilović, Vojnić, Topusko, Gornji i Donji Lapac...

## NakonOluje: Operacija Maestral i Operacija Južni potez
Vojne snage RSK su se povukle s područja oslobođenog Olujom, te su predale svoje naoružanje i opremu Vojsci Republike Srpske. Njene postrojbe su se raspale a ljudstvo se pridružilo svojim obiteljima koje su se nastojale dokopati Srbije.
Ubrzo nakon uspješnog okončanja Operacije Oluja 7. kolovoza 1995., krenula je 8. rujna 1995. god. Operacija Maestral, protiv srpskih snaga u BiH; potom je uslijedila Operacija Južni potez. Hrvatsko vodstvo nije htjelo čekati mogući protunapad Vojske Republike Srpske, nego je akcijama na čijem su težištu djelovale 7. i 4. gardijska brigada HV angažirala snage VRS i potisnula ih duboko prema sjedištu srpske pobune u BiH Banjoj Luci, kojoj su se hrvatske snage približile na svega 23 km. Takvim napredovanjem hrvatskih snaga, te snaga ABiH i HVO bitno je promijenjena ratna situacija, što je pridonijelo pregovorima koji su rezultirali završetkom rata iste godine: u studenom 1995. godine sklopljen je Daytonski sporazum, nakon kojega je uspostavljen trajniji mir.
Na sjednici Vrhovnog savjeta obrane SR Jugoslavije održanoj 14. kolovoza 1995. godine, u prisutnosti Slobodana Miloševića i drugih najviših civilnih i vojnih dužnosnika SRJ, general Blagoje Kovačević, zamjenik načelnika štaba Vojske Jugoslavije, iznosi ocjenu da stanje u zemlji, Vojsci Jugoslavije, Republici Srpskoj i Republici Srpskoj Krajini, imperativno zahteva rešenje situacije mirnim putem, jer u postojećem odnosu snaga i resursima za vođenje rata, Vojska Jugoslavije nema realnih uslova za pobedu... zbog toga, smatramo da je optimalni pravac rešenja krize–uspostava mira. General Kovačević, očito iznoseći stajališta Generalštaba, predlaže 7 mjera koje bi što prije trebalo poduzeti, među kojima na 5. mjestu predlaže koordiniranim merama državnih organa i Vojske Jugoslavije podići sposobnost 11. korpusa (op.: Srpske vojske Krajine, na preostalom području te RSK u hrvatskom Podunavlju) u Zapadnom Sremu, Istočnoj Slavoniji i Baranji za samostalnu uspešnu odbranu i nanošenje hrvatskoj vojsci neprihvatljivih gubitaka, a na 7. mjestu se predlaže reorganizovati Srpsku vojsku Krajine i težišno je pripremiti i angažovati za gerilsko delovanje na izgubljenim prostorima RSK. Slobodan Milošević, kao osoba s uvjerljivo najviše autoriteta, odmah nakon tog izlaganja u cijelosti pristaje uz netom iznijeta mišljenja i prijedloge prezentirane po generalu B. Kovačeviću. Zoran Lilić, tadašnji predsjednik SR Jugoslavije, konstatira na kraju sjednice da Vrhovni savjet odbrane prihvaća prijedloge iznijete po generalu Blagoju Kovačeviću ispred Kolegijuma Generalštaba.

## Odlazak Srba iz područja bivše RSK
Rukovodstvo RSK je odlučno i dosljedno vodilo politiku koja je isključivala bilo kakvu mogućnost da hrvatski Srbi žive kao dio Hrvatske. Njihov glavni vođa Milan Babić je već 1991. godine poručio: S obzirom na naše opredeljenje i odlučnost za obranu Krajine koji su apsolutni, uvjeravam vas da ćemo mi u Krajini prije izginuti ili se iseliti iz Krajine u Evropu nego što ćemo pristati na bilo kakav život u bilo kojoj državi Hrvatskoj.
Za slučaj da hrvatske snage ovladaju područjem Krajine, planirano je potpuno iseljavanje stanovništva, uz nadu da bi to moglo naštetiti ugledu Hrvatske države, rukovodstva, vojske, da se Hrvate oboji kao okrutne i netolerantne. Isto tako je organiziranjem masovnog iseljavanja stanovništva rukovodstvo RSK htjelo zadržati svoj legitimitet kroz kasnije stvaranje vlade u progonstvu.
Evakuacija civilnog stanovništva bila je detaljno planirana, dobro organizirana i uvježbavana u razdoblju prije Operacije Oluja, uz važnu ulogu Civilne zaštite RSK. Svaki lokalni ogranak civilne zaštite imao je svoj plan za evakuaciju. Dne 29. srpnja 1995. godine Štab Civilne zašite RSK izdao je naredbu za aktiviranje svih regionalnih Štabove Civilne zaštite. Dne 2. kolovoza 1995. Duško Babić izdao je naredbu Civilnoj zaštiti RSK da se izvrše pripreme za evakuaciju naroda iz RSK tako da se prvo evakuira arhivska građa, matične knjige, pokretna dobra, umjetnička djela i slično. Dva dana poslije masovna evakuacija je započela sukladno Odluci Predsjednika RSK Milana Martića br. 2-3113-1/95 od 4. kolovoza 1995. Na području oslobođenom Operacijom Oluja ostao je tek mali broj od 168 tisuća etničkih Srba koji su na tom području živjeli prije početka rata 1991. godine. Znatan dio se poslije ipak vratio, i živi manje-više kao i svi drugi građani RH.
Po podatku koji se nalazi na službenoj stranici MKSJ-a, etnički raspored uoči rata je bio sljedeći:
|               | UNPA zone Sjever i Jug | UNPA sektor Zapad | UNPA sektor Istok |
| Srbi          | 168 437 (67 %)         | 14 161 (60 %)     | 61 492 (32 %)     |
| Hrvati        | 70 708 (28 %)          | 6864 (29 %)       | 90 454 (47 %)     |
| ostali        | 13 101 (5 %)           | 2577 (11 %)       | 40 217 (21 %)     |
| (Izvor: MKSJ) |                        |                   |                   |

Prema ovim je podatcima 1991. u četiri UNPA sektora živjelo 168 026 Hrvata, 244 090 Srba i 55 895 hrvatskih državljana drugih etničkih pripadnosti.
Ovi se podatci razlikuju od brojki koje su objavljene u službenim hrvatskim glasilima–a koje su u pogledu UNPA sektora Zapad obuhvaćala i područje Pakraca i Daruvara na kojem su se nalazile snage UN-a, ali koje je bilo pod kontrolom hrvatskih civilnih vlasti koje iznose:
|        | UNPA zone Sjever i Jug | UNPA sektor Zapad | UNPA sektor Istok |
| Srbi   | 169 906 (67 %)         | 35 206 (35 %)     | 57 208 (30 %)     |
| Hrvati | 69 646 (28 %)          | 43 063 (43 %)     | 92 398 (49 %)     |
| ostali | 13 183 (6 %)           | 21 183 (21 %)     | 35 578 (21 %)     |

Po hrvatskim je podatcima na području sva četiri UNPA sektora prije rata živjelo 205 107 Hrvata, 258 320 Srba i 72 944 hrvatska državljana drugih nacionalnosti.
Uzmu li se u obzir svi mogući elementi demografskih promjena kod srpskoga pučanstva: iseljavanje iz UNPA sektora, useljavanje iz krajeva RH pod legitimnom vlašću, useljavanje iz Srbije i BiH (nelegalno, zbog drugog državljanstva), broj popisanih srpskih izbjeglica u Srbiji i Crnoj Gori u prvoj polovici 1990-ih, broj popisanih iseljenika u zapadnoj Europi – potpuno je nemoguće da je broj stanovnika RSK bio takav kakvim su ga prikazivali provizorni «krajinski» popisi, a koji govore o preko 400 000 stanovnika RSK (katkad i preko 450 000), mahom Srba.
Službena srbijanska politika do danas (2016.) smatra da odlazak etničkih Srba s teritorija bivše srpske paradržave–općenito se ponavlja broj od 200.000 Srba, koji je preko 30 tisuća veći od populacije Srba na tom teritoriju prema popisu stanovništva provedenom neposredno prije početka rata 1991., a koja je populacija tijekom ratnih godina smanjivana zbog ratnih gubitaka, znatnog dezerterstva i drugog iseljavanja (vrijedi napomenuti da se oko 10 000 Srba nije priključilo evakuaciji, nego je ostalo na području zahvaćenom akcijom Oluja)–predstavlja genocid nad Srbima, za koje je odgovorna Republika Hrvatska: takav prikaz Operacije Oluje nastoji se prezentirati međunarodnoj javnosti.
Makar postoji nesigurnost o broju Srba koji su izbjegli iz Hrvatske, registriran je povratak njih 133 tisuće (tu je uključeno područje Zapadne Slavonije i neka druga područja koja nisu bila obuhvaćena Olujom), u godinama koje su uslijedile.
Valja opaziti da su u tzv. Egzodusu preko Save kod Davora vlasti srpske paradržave u BiH u kolovozu i rujnu 1995. godine bile protjerale oko 25 000 civila s područja Republike Srpske (granična policija RH je kod Davora evidentirala njih 20 836, smatra se da je još oko 4000 njih prešlo granicu kod Slavonskog Broda i Stare Gradiške), s očitom namjerom da u njihove kuće i imanja nasele etničke Srbe koji su onamo upravo izbjegli tijekom Oluje. U poraću će mnogi od tih Hrvata iz BiH prodati svoju imovinu u zavičaju i kupovati kuće u Hrvatskoj, a mnogi od Srba radi čijega se naseljavanja u Republiku Srpsku te civile 1995. godine protjerivalo preko Save, također će prodavati svoju imovinu u Hrvatskoj da bi nastavili život u BiH.
Hrvatski povjesničar Nikica Barić u svojem znanstvenom radu iz 2004. godine upozorava da je srpsko stanovništvo u RSK bilo u velikoj mjeri odlučno da ode u izbjeglištvo ako bi RSK pala, te da je među njima bilo općerašireno stajalište da ne vrijedi živjeti pod hrvatskom vlašću. Stav koji je među tim pučanstvom bio raširen, kojega su promovirali lokalni političari i kojega je širio tisak, može se sažeti parolom: „Nikad više zajedno s Hrvatima”. Srpski političari su čak širili stav da su etnički Srbi koji su ostali živjeti na područjima RH pod kontrolom vlasti u Zagrebu – Srbi fašisti, „izdajice srpstva”. Zbog iznimno teške gospodarske situacije, istovremeno, kod Srba u RSK je vladala sveopća apatija i općerašireno razmišljanje da se ode i normalnu egzistenciju ostvari negdje drugdje. U takvom stanju, stanovništvo se spremno uključilo u evakuaciju na koju su vlasti RSK organizirano pokretale čitava naselja. Slična spremnost etničkih Srba na odlazak s teritorija koji nije pod srpskom vlašću (i gdje se među Srbima širila analogna politička propaganda) viđena je–posve izvan ratnih operacija–u odluci približno 100 000 etničkih Srba da krajem iste 1995. godine napuste dijelove Sarajeva koji su prema Daytonskom sporazumu pripali Federaciji BiH.

## Povratak prognanih Hrvata na područja bivše tzv. RSK
S obzirom na to da je tzv. RSK bilo od Hrvata i drugih građana Hrvatske etnički očišćena, oko 255 000 Hrvata iz okupiranih područja i duž crte razdvajanja čekali su povratak u svoja mjesta boravka. Brojna naseljena mjesta s obje strane linije bojišta razoreno je, uglavnom djelovanjem srpskih snaga.
Prema podacima iz svibnja 1995. godine uoči povratka prognanika i izbjeglica, na tada slobodnim područjima Hrvatske na skrbi je bilo 210.592 prognanika: s područja oslobođenih Bljesak i Olujom 126 909, a iz hrvatskog Podunavlja 83 683 osoba.

## Reakcija međunarodne zajednice
Međunarodna zajednica nije pohvalama dočekala Oluju, ali je u principu nije osudila, te je s olakšanjem moglo konstatirati da je velika operacija provedena brzo i bez osobito velikih žrtava i razaranja.
U Rezoluciji 1009. od 10. kolovoza 1995. god je Vijeće sigurnosti Ujedinjenih naroda osudilo jedino granatiranje civilnih ciljeva i one aktivnosti hrvatskih snaga gdje su na nekim mjestima pogođene same mirovne snage UN na terenu (poginuli su jedan danski i dva češka vojnika), ali ne i samu akciju. Vijeće sigurnosti je u rezoluciji postavilo Republici Hrvatskoj samo tri zahtjeva–da hrvatske snage prekinu daljnje vojne akcije (u Vijeću sigurnosti su, očito, znali da su operaciju hrvatske snage već okončale); da surađuju s vojnim i civilnim osobljem UN-a na tom području; te da poštuju ljudska prava lokalnog srpskog stanovništva.

## Sudski postupci
2001. godine je na Međunarodnom sudu za ratne zločine počinjene na području bivše Jugoslavije u Haagu podignuta optužnica protiv generala Ante Gotovine, Ivana Čermaka i Mladena Markača, koji da su navodno u sklopu organiziranog zločinačkog poduhvata kojemu je na čelu bio tadašnji predsjednik Republike Hrvatske Franjo Tuđman (koji nije obuhvaćen optužnicom, jer je već bio umro) poduzeli Operaciju Oluja s namjerom da protjeraju etničke Srbe s tog područja. Nakon što je prvostupanjskom presudom iz 2011. godine bio prihvaćen jedan dio optužbi koje su se stavljali na teret generalima Anti Gotovini i Mladenu Markaču, drugostupanjskom presudom iz 2012. godine je presuđeno da generali nisu sudjelovali u nikakvom zločinačkom poduhvatu i da nisu počinili zločine koje im je tužiteljstvo stavljalo na teret.
Tijekom suđenja se pokazala potpuna nevjerodostojnost popisa ubijenih civila kojega je nakon Operacije Oluja bio sačinio Hrvatski helsinški odbor. U Izvještaju Vojna operacija Oluja i poslije (urednik Žarko Puhovski) nabraja se 410 navodno ubijenih civila u bivšem sektoru Jug, te 267 u bivšem sektoru Sjever, dakle sveukupno 677 civila. Način rada HHO-a i taj izvještaj kao njegov ishod označen je tijekom suđenja generalima Gotovini, Markaču i Čermaku nepouzdanim, jer su u postupku pred MKSJ dokazani brojni propusti poput pribrajanja poginulih pripadnika vojnih postrojbi među civilne žrtve, prikazivanja osoba umrlih prirodnom smrću kao ubijenih, dvostrukim popisivanjem istih događaja i dr. DORH iskazuje da prema svojim službenim evidencijama raspolaže podatkom o 214 osoba ubijenih u zločinima počinjenima tijekom i nakon operacije Oluja.
Tijekom suđenja koje je završilo oslobađajućim presudama, Ante Gotovina je u pritvoru Haaškog suda proveo 7 godina, Mladen Markač 5 i pol, a Ivan Čermak 4 godine.
Republika Srbija je 2010. godine tužila Republiku Hrvatsku Međunarodnom sudu pravde u Haagu zbog zločina genocida koja je navodno Hrvatska na svojoj teritoriju počinila protiv etničkih Srba u Domovinskom ratu 1991. – 1995. U presudi od 3. veljače 2015. godine, taj sud je odbio navode Srbije–gdje se osobito Operacija Oluja označuje kao genocidna–kao neutemeljene.

## Izjave o Operaciji Oluja
Nakon završetka vojnih operacije Oluja i vojnih operacija Maestral i Južni potez američka obavještajna služba CIA je u službenom izvještaju „Balkanska bojišta” (eng. Balkan Battlegrounds) dala svoju ocjenu Hrvatske vojske:
Hrvatska vojska se još jednom dokazala kao najbolja vojna organizacija na Balkanu. Snage HV-a su: odlično planiranje na razini stožera, djelovanje profesionalnih udarnih brigada te sposobnost davanja potpore elitnim pješačkim postrojbama jakom topničkom vatrom i zračnom podrškom. HV je razvio istinsko združeno djelovanje u kojem su odabrane pješačke postrojbe poduprte oklopom i topništvom mogle probiti jaku obranu te brzo iskoristiti svoj proboj do konačnog cilja. Te osobine su učinile da je HV gotovo nemoguće zaustaviti.
Pukovnik Andrew Leslie, zapovjednik UNCRO-a u Kninu za vrijeme Oluje procjenjuje da je „Operacija Oluja operacija kao iz vojnog priručnika koja bi dobila ocjenu A+ prema NATO standardima”.
Prilikom posjete ministra obrane Damira Krstičevića Pentagonu 2017. godine američki ministar obrane i bivši general američkih marinaca James Mattis je izjavio povodom obilježavanja obljetnice Operacije Oluja:
„Oluja je operacija koja se ovdje u Americi proučava i pokazuje što dobro predvođena, što dobro opremljena i dobro istrenirana snaga, politički dobro predvođena, može napraviti i preokrenuti tijek povijesti. Iznimno poštujemo vas, našeg saveznika, jednu malu zemlju, koja se bori znatno iznad svoje kategorije”, rekao je Mattis Krstičeviću koji je tijekom Oluje bio zapovjednik 4. gardijske brigade.

## Na filmu
- Godina Oluje
- Oluja nad olujama
- Tzv. Krajina uoči Oluje
- Sinovi oluja

## Vanjske poveznice

### Ostali projekti
|  | Wikizvor ima izvorni tekst Hrvatska: pravo, dužnost i nužnost |

|  | Wikizvor ima izvorni tekst Poruka Franje Tuđmana hrvatskim građanima srpske nacionalnosti |

### Mrežna mjesta
- Oluja 95  Arhivirana inačica izvorne stranice od 21. kolovoza 2016. (Wayback Machine), Muzej Oluje, stalni postav Kninskoga muzeja
- Dani ponosa, portal HRT-a o Domovinskom ratu
- Portal Domovinski rat o vojnoj operaciji Oluja  Arhivirana inačica izvorne stranice od 6. listopada 2008. (Wayback Machine)
- Detaljan opis Oluje vojnog povjesničara Davora Marijana  Arhivirana inačica izvorne stranice od 25. kolovoza 2010. (Wayback Machine)
- Kronologija Domovinskog rata sociologa i analitičara Ozrena Žuneca  Arhivirana inačica izvorne stranice od 29. ožujka 2009. (Wayback Machine)
- Načelnik GS HV Červenko o operaciji Oluja  Arhivirana inačica izvorne stranice od 28. kolovoza 2006. (Wayback Machine)
- Kako smo promijenili tijek rata: U zadnji trenutak smo spasili Bihać i time spriječili novu Srebrenicu  Arhivirana inačica izvorne stranice od 6. kolovoza 2015. (Wayback Machine), general Krešimir Ćosić, Jutarnji list, 4. kolovoza 2015.
- Dossier Oluja, vojni komentar geostratega Frana Višnara
- Brijunski transkripti o planiranju operacije Oluja[neaktivna poveznica]
- (engl.) Hrvati AMAC  Arhivirana inačica izvorne stranice od 4. prosinca 2007. (Wayback Machine) An invited report about the Operation Storm, prepared by Hrvoje Kačić in 2005, and presented in Dubrovnik, Karlovac and Zagreb
- Vijesti HINA-e iz kolovoza 1995.
- Bljesak i Oluja – Hrvatske vojne akcije u Domovinskom ratu  Arhivirana inačica izvorne stranice od 4. ožujka 2021. (Wayback Machine) (diplomski rad, 42 stranice), Zvonimir Zvonar (mentor prof.dr.sc. Ivan Balta), Sveučilište J.J. Strossmayera, 2012.